# Swea City
Swea City és una població dels Estats Units a l'estat d'Iowa. Segons el cens del 2000 tenia 642 habitants, 292 habitatges, i 176 famílies. La densitat de població era de 335 habitants/km².

## Poblacions més properes
El següent diagrama mostra les poblacions més properes.